# Das magische Haus
Das magische Haus (Originaltitel: The House of Magic) ist ein belgisch-französisch 3D-Computeranimationsfilm aus dem Jahr 2013. Die Deutsche Film- und Medienbewertung FBW in Wiesbaden verlieh dem Film das Prädikat besonders wertvoll.

## Handlung
Getigerte Katze Thunder wird von seinen Besitzern ausgesetzt. Als ein Unwetter heraufzieht, sucht er Unterschlupf in einer alten Villa. Hier trifft er auf den alten Zauberkünstler Lawrence, der allein mit seinen elektronischen Geräten, die er zum Leben erweckt hat, der Maus Maggie und dem Kaninchen Jack lebt. Während Lawrence Thunder sofort in sein Herz schließt, stehen ihm die Maus und das Kaninchen misstrauisch und feindselig gegenüber. Auf dem Rückweg von einer Zaubervorführung im Krankenhaus piesacken Jack und Maggie Thunder aus der Zauberkiste heraus, woraufhin Lawrence mit dem Fahrrad stürzt und mit Verletzungen ins Krankenhaus muss. Die Tiere und Elektrogeräte sind daraufhin in der Villa allein auf sich gestellt, während Lawrence von seinem betrügerischen Neffen Daniel getäuscht wird und diesem eine Vollmacht zum Verkauf des Hauses unterschreibt. Gemeinsam wehren die Tiere mehrere Kaufinteressenten ab und sind auf Thunders Hilfe angewiesen, da Daniel gegen Katzen allergisch ist. Als dieser die Kontrolle über die Situation im Haus verliert, versucht er es abzureißen. Lawrence kann rechtzeitig aus dem Krankenhaus flüchten und mit seinen tierischen und elektrischen Freunden den Abriss verhindern. Die Maus Maggie erkennt, dass sie sich in Thunder getäuscht hat, und freundet sich mit ihm an.

## Synchronisation
Die deutsche Synchronisation entstand unter der Dialogregie von Martin Schmitz durch die Synchronfirma Cinephon Filmproduktions GmbH in Berlin.
| Rolle            | Originalsprecher | Deutscher Sprecher    |
| ---------------- | ---------------- | --------------------- |
| Thunder          | Murray Blue      | Matthias Schweighöfer |
| Meister Lawrence | Doug Stone       | Dieter Hallervorden   |
| Maggie           | Shanelle Gray    | Karoline Herfurth     |
| Jack             | George Babbit    | Joachim Tennstedt     |
| Carla            | Kathleen Browers | Gundi Eberhard        |
| Carlo            | George Babbit    | Andi Krösing          |
| Chihiuahua       | Joey Camen       | Dennis Schmidt-Foß    |
| Daniel           | Grant George     | Marius Clarén         |
| Izzy             | Sage Sommer      | Sarah Kunze           |
| Schwester Baxter | Cinda Adams      | Almut Zydra           |
| Harry            |                  | Detlef Bierstedt      |
| Möbelpacker Marc |                  | Alec Völkel           |
| Möbelpacker Mike |                  | Sascha Vollmer        |
| Mr. Eames        | Joey Lotsko      | Markus Pfeiffer       |
| Mrs. Eames       | Millie Mup       | Heike Schroetter      |
| Ole              |                  | Nando Schmitz         |
| Sally            |                  | Liane Rudolph         |
| Sondra           |                  | Svantje Wascher       |

## Veröffentlichung
Der Film startete in Belgien und Frankreich am 25. Dezember 2013. Offizieller Kinostart in Deutschland war der 22. Mai 2014. In den Vereinigten Staaten hatte er am 26. Mai 2014 auf dem Seattle International Film Festival seine Premiere.